# ريتشارد بروكس (مغن مؤلف)
ريتشارد بروكس (بالإنجليزية: Richard Brooks)‏ هو مغن مؤلف أمريكي، ولد في 1940.

## روابط خارجية
- ريتشارد بروكس على موقع IMDb (الإنجليزية)